# Una casa detrás
Una casa detrás es el primer álbum de estudio de la banda de rock Superchería. Producido por "Tatu" Estela, fue grabado en 2010 en Buenos Aires en los estudios FortMusic (con grabaciones adicionales en los estudios Santito), y publicado el 8 de septiembre de 2010 de manera independiente.
Fue mezclado en PapetGroove por Tatu Estela, la masterización estuvo a cargo de Gustavo Fourcade en Steps Ahead y el arte de tapa fue creado por Rox Vázquez. 

Una casa detrás cuenta con 10 canciones escritas por la banda. El tema «Te quema los pies» fue el corte de difusión, lanzado como sencillo el 13 de noviembre del mismo año.

## Lista de canciones
Todas las canciones fueron escritas por Superchería.

| N.º   | Título              | Duración |  |
| 1.    | «Primero»           | 3:21     |  |
| 2.    | «Te quema los pies» | 3:04     |  |
| 3.    | «Dejar de jugar»    | 4:19     |  |
| 4.    | «La rima justa»     | 3:31     |  |
| 5.    | «Ahí»               | 4:39     |  |
| 6.    | «Una casa detrás»   | 3:26     |  |
| 7.    | «Dormí conmigo»     | 3:34     |  |
| 8.    | «Romina»            | 2:47     |  |
| 9.    | «Tercer ojo»        | 4:51     |  |
| 10.   | «Árbol»             | 4:31     |  |
| 38:00 |                     |          |  |

## Créditos
Superchería
- Pira Bastourre: Voz, guitarras
- Joaquín Álvarez: Guitarras, buzuki, voz
- Damián Poliak: Bajo, piano, voz
- Julián Ferela: Batería, percusión, voz

- Producción, grabación y mezcla: Tatu Estela
- Asistencias en estudios Fort: Oscar Giménez y Norberto Villagra
- Producción de baterías: Enzo Gullo
- Masterización: Gustavo Fourcade
- Diseño y arte de tapa: Rox Vázquez